# العودة إليك (أغنية لويس توملينسون)
العودة إليك (بالإنجليزية: Back to You)‏ هي أغنية للمغني الإنجليزي لويس توملينسون بمشاركة المغنية الأمريكية بيبي ريكسا، والدي جي والمنتج الإنجليزي ديجتال فارم آنيملس. تم إصدار الأغنية يوم 21 يونيو عام 2017، وهي من كتابة توملينسون، وديجتال فارم آنيملس، وريتشارد بوردمان، ومن إنتاج ديجتال فارم آنيملس، وتومي دانفيرس.

## وصلات خارجية
- كلمات الأغنية الكاملة على مترولايركس
- "Back to You" (audio) على يوتيوب